# Ducati 750 Sport
Die Ducati 750 Sport war das zweite Motorradmodell des italienischen Motorradherstellers Ducati, das diese Modellbezeichnung trug und von 1988 bis 1990 gebaut wurde.

## Modellgeschichte und Technik
Das vollverkleidete Straßenmotorrad war der Nachfolger der Ducati 750 F1 und der Ursprung der später erfolgreichen neuen Supersport-Baureihe.
Die 750 Sport war mit dem Motor der Ducati Paso ausgestattet, der einen um 180° gedrehten hinteren Zylinderkopf und statt der früher hauptsächlich benutzten Vergaser von Dell’Orto einen Doppelvergaser von Weber aufwies.
Eine weitere Gemeinsamkeit mit der Paso waren die sehr breiten Niederquerschnittsreifen auf Felgen der ungewöhnlich kleinen Dimension von 16 Zoll.
Die 750 Sport war in drei Farbkombinationen lieferbar:
- Rahmen und Verkleidung rot mit blauen Streifen
- Rahmen und Verkleidung rot mit silbernen Streifen
- Rahmen und Verkleidung schwarz mit silbernen Streifen

Im Jahr 1989 wurde auf Basis der 750 Sport die Ducati 900 Supersport vorgestellt, die sich neben dem größeren Motor auch durch 17-Zoll-Räder vom kleinen Schwestermodell unterschied.
Von der 750 Sport wurden von 1988 bis 1990 2.759 Stück hergestellt.

## Technische Daten
| Ducati 750 Sport      | Ducati 750 Sport                                           |
| --------------------- | ---------------------------------------------------------- |
| Baujahre              | 1988–1990                                                  |
| Motor                 | öl-/luftgekühlter 90°-Zweizylinder-Viertaktmotor in L-Form |
| Ventilsteuerung       | 2 Ventile pro Zylinder, desmodromisch gesteuert            |
| Bohrung × Hub         | 88 × 61,5 mm                                               |
| Hubraum               | 748 cm³                                                    |
| Verdichtung           | 10 : 1                                                     |
| Nennleistung          | 53 kW (72,1 PS) bei 8500/min                               |
| Gemischaufbereitung   | Weber-Doppelvergaser                                       |
| Kupplung              | Mehrscheiben-Trockenkupplung                               |
| Getriebe              | 5-Gang-Getriebe                                            |
| Endantrieb            | Kette                                                      |
| Radstand              | 1450 mm                                                    |
| Sitzhöhe              | 750 mm                                                     |
| Radaufhängung vorn    | Marzocchi-Telegabel                                        |
| Radaufhängung hinten  | Zweiarm-Cantilever-Schwinge                                |
| Felgengröße vorn      | Oscam-Leichtmetallrad, 16"                                 |
| Felgengröße hinten    | Oscam-Leichtmetallrad, 16"                                 |
| Bereifung vorn        | 130/60 × 16                                                |
| Bereifung hinten      | 160/60 × 16                                                |
| Bremse vorn           | Brembo-Zweischeibenbremse                                  |
| Bremse hinten         | Brebo-Einscheibenbremse                                    |
| Leergewicht           | 195 kg                                                     |
| Tankinhalt            | 16 l                                                       |
| Verbrauch             | 7,5 l/100 km (Super Plus, 98 ROZ)                          |
| Höchstgeschwindigkeit | 210 km/h                                                   |